# Artiom Kryłow
Artiom Pietrowicz Kryłow (ros. Артём Петро́вич Крыло́в; ur. 3 sierpnia 1991 w Petersburgu) – rosyjski aktor filmowy i teatralny. 
Zagrał główną rolę w serialu kostiumowym Cena wolności. 

## Wybrana filmografia
- 2018: Cena wolności jako Dmitrij[1]